# 에거베르크
에거베르크(Eggerberg)는 스위스 발레주의 브리크 지역에 있는 마을이자 시정촌이다. 에거베르크 마을 외에도 시정촌에는 베르크, 에겐, 피넨, 뮐라케른 및 비름슐란트의 정착촌이 포함된다.

## 역사
에거베르크는 1307년에 Eccun으로 처음 언급되었다.

## 지리
에거베르크의 면적은 2011년 기준으로 6k㎡이다. 이 면적 중 15.2%는 농업용으로 사용되며, 56.4%는 산림이다. 나머지 토지 중 5.5%는 정착지(건물 또는 도로)이고, 22.9%는 비생산적인 토지이다.
시정촌은 피스프 근처의 북부 론 계곡 위의 경사면에 있다. 그것은 에거베르크 마을과 뮐라케른, 비름슐란트, 베르크, 에겐의 작은 마을과 피넨의 여름 전용 정착지로 구성되어 있다.
에거베르크, 아우서베르크, 뷔르헨, 발트치더, 피스프 및 피스퍼터미넨의 지자체의 제안된 합병은 주민들에 의해 거부되었다.

## 인구통계
2020년 12월 기준, 에거베르크의 인구는 324명이다. 2008년 기준으로 인구의 1.7%가 거주하는 외국인이다. 1999년부터 2009년까지 지난 10년 동안 인구는 -13.6%의 비율로 변화했다. 이주로 인해 -7.1%의 비율로, 출생과 사망으로 인해 -3.3%의 비율로 변경되었다.
2000년 기준, 인구 대부분은 378명(99.0%)이 독일어를 모국어로 사용하고, 프랑스어는 2명(0.5%)이 두 번째로 많이 사용하고, 이탈리아어는 1명(0.3%)이 세 번째로 사용한다.
2008년 기준으로 인구의 성별 분포는 남성 47.8%, 여성 52.2%이다. 인구는 157명의 스위스 남성(인구의 45.8%)과 7명(2.0%)의 비스위스계 남성으로 구성되었다. 스위스 여성은 172명(50.1%), 비스위스계 여성은 7명(2.0%)이었다. 지자체의 인구 중 269 또는 약 70.4%가 에거베르크에서 태어나 2000년에 그곳에 살았다. 같은 주에서 태어난 83 또는 21.7%가 있었고, 16 또는 4.2%가 스위스 다른 곳에서 태어났다. 5 또는 1.3%는 스위스 밖에서 태어났다. 인구의 연령분포(2000년 기준)는 어린이와 청소년(0~19세)이 전체 인구의 27.5%, 성인(20~64세)이 58.1%, 노인(이상 64세)가 14.4%를 차지한다.
2000년 기준으로 시정촌에 미혼이거나 독신인 사람은 159명이다. 기혼자는 193명, 미망인은 25명, 이혼한 사람은 5명이었다.
2000년 기준으로 시정촌에는 135개의 민간가구가 있고, 가구당 평균 2.7명이다. 1인 가구가 35가구, 5인 이상 가구가 17가구였다. 총 147가구 중 1인 가구가 23.8%로 부모와 동거하는 성인이 4명이었다. 나머지 가구 중 자녀가 없는 기혼가구는 26가구, 자녀가 있는 기혼가구는 61가구로 자녀가 있는 편부모는 6가구였다. 혈연관계가 없는 사람들로 구성된 3가구와 일종의 기관이나 다른 공동주택으로 구성된 12가구였다.
2000년에는 총 191채의 주거용 건물 중 131채(전체의 68.6%)가 단독주택이었다. 다가구는 41채(21.5%), 주로 주거용으로 사용되는 다목적 건물은 13채(6.8%), 기타 용도(상업·산업용)는 6채(3.1%)였다.
2000년에는 총 115채(전체의 48.5%)가 영구적으로 사용되었고, 105개 아파트(44.3%)는 계절적으로, 17개(7.2%)는 비어 있었다.
역사적 인구는 다음 차트에 나와 있다.

## 정치
2007 년 연방 선거 에서 가장 인기 있는 정당은 66.73%의 득표율을 기록한 CVP였다. 다음으로 가장 인기 있는 3개 정당은 SVP (16.87%), SP (13.66%) 및 FDP (1.71%)였다. 이번 연방 총선에서는 총 216표가 나왔고, 투표율은 74.7%였다.
2009년 국무원 선거에서 총 172표가 투표되었으며, 그중 6개 또는 약 3.5%가 무효였다. 투표율은 60.6%로 주 평균인 54.67%를 훨씬 웃돌았다. 2007년 스위스 상원 선거에서 총 212표가 투표되었으며, 그중 3% 또는 약 1.4%가 무효였다. 유권자의 참여율은 73.4%로 주 평균 59.88%를 훨씬 웃돌았다.

## 경제
2010년 현재 에거베르크의 실업률은 0.7%이다. 2008년 기준으로 1차 경제 부문에 32명이 고용되어 있고, 이 부문에 약 16개 기업이 참여하고 있다. 5명이 2차 부문에 고용되었고, 이 부문에 2개의 기업이 있었다. 45명이 3차 부문에 고용되어 있으며, 이 부문에는 10개의 기업이 있다. 시정촌 주민은 192명으로 일정 정도 고용되었으며, 그중 여성이 전체 노동력의 41.1%를 차지하였다.
2008년에 정규직에 상응하는 총 일자리 수는 52개였다. 1차 부문의 일자리 수는 8개였으며, 모두 농업에 있었다. 2차 부문의 일자리 수는 5개였으며, 모두 건설 중이었다. 3차 부문의 일자리 수는 39개였다. 3차 부문에서 1개는 자동차 판매 또는 수리, 21개(53.8%)는 상품의 이동 및 보관, 5개(12.8%)는 호텔 또는 레스토랑, 1개는 보험 또는 금융 산업, 2개(5.1%)는 기술 전문가였다. 또는 과학자, 2개(5.1%)는 교육을 받았다.
2000년 기준으로 시정촌으로 출퇴근한 근로자는 17명, 출퇴근 근로자는 159명이었다. 지자체는 근로자의 순수출 지자체로, 들어오는 1명당 약 9.4명의 근로자가 지자체를 떠나고 있다. 근로 인구의 35.4%가 출퇴근을 위해 대중교통을 이용했고, 51.6%가 자가용을 이용했다.

## 교통
뢰치베르크선에 있는 에거베르크역은 에거베르크 마을에 인접해 있다. 베른, 툰, 브리그까지 기차가 운행된다. 포스트아우토 버스 서비스는 피넨, 에겐, 에거베르크, 발치더 및 피스프를 연결한다.

## 종교
2000년 인구 조사에 따르면 354명(92.7%)이 로마 가톨릭 신자이고, 6%(1.6%)가 스위스 개혁 교회에 속해 있다. 나머지 인구 중 크리스찬 가톨릭 교회 신자는 1명, 다른 개신교 신자는 22명(5.76%)이었다. 3명(0.79%)은 교회에 속하지 않았고, 불가지론자 또는 무신론자였으며, 7명(1.83%)은 질문에 대답하지 않았다.

## 교육
에거베르크에서는 인구의 약 134명(35.1%)이 필수가 아닌 고등 교육을 이수했으며, 11명 또는(2.9%)이 추가 고등 교육(대학 또는 응용학문대학)을 이수했다. 고등 교육을 이수한 11명 중 90.9%가 스위스 남성, 9.1%가 스위스 여성이었다.
2010-2011학년도 동안 에거베르크 학교 시스템에는 총 10명의 학생이 있었다. 발레주의 교육 시스템은 어린이들이 1년 동안 의무가 아닌 유치원에 다닐 수 있도록 허용한다. 그 학년도에는 유치원 수업(KG1 또는 KG2)이 없었고 유치원생도 없었다. 주의 학교 시스템은 학생들이 초등학교 6년에 다닐 것을 요구한다. 에거베르크에는 초등학교에 한 학급과 10명의 학생이 있었다. 중등학교 프로그램은 3년의 낮은 의무 교육(오리엔테이션 수업)과 3~5년의 선택적인 고급 학교로 구성된다. 에거베르크의 모든 중학교 학생들은 이웃 시정촌에 있는 학교에 다닌다. 모든 고등학교 학생들은 다른 지자체의 학교에 다녔다.
2000년 현재 에거베르크에는 다른 시정촌에서 온 학생이 1명 있었고 15명의 주민이 시외 학교에 다녔다.

## 교통
에거베르크는 지텐에서 피스프 및 브리크를 거쳐 심플론 고개를 통해 이탈리아로 이어지는 주요 도로 9와 잘 연결되어 있다. 마을은 일년 내내 자동차로 갈 수 있다. 피스프에서 포스트버스로 지자체에 도달할 수도 있다. 에거베르크에는 BLS AG가 운행하는 무인 기차역(에거베르크역)도 있다.